# Sebastian Rieschick
Sebastian Rieschick (* 15. Februar 1986 in Berlin) ist ein ehemaliger deutscher Tennisspieler.

## Leben und Karriere

### 2003–2004: Platz 1 der Junioren-Weltrangliste und ATP-Debüt
Sebastian Rieschick begann im Alter von sechs Jahren, beim Berliner Tennisclub TC Weiss-Gelb Lichtenrade Tennis zu spielen. Mit zehn Jahren gewann er erstmals ein Berliner Jüngstenturnier, und seit 2001 trat er bei internationalen Juniorenturnieren an. In den Jahren 2003 und 2004 konnte er mehrere große Turniere gewinnen, und schaffte es schließlich im Januar 2004 auf Platz 1 der Junioren-Weltrangliste. Dabei besiegte er unter anderem Spieler wie Juan Martín del Potro oder Gaël Monfils. Bei Grand-Slam-Turnieren kam er im Einzel nie über das Achtelfinale hinaus, im Doppel schaffte er es bei den US Open 2004 an der Seite von Andreas Beck bis ins Finale.
2003 versuchte Sebastian Rieschick erstmals, sich für Future-Turniere im Herrenbereich zu qualifizieren. Im Juli 2004 bekam er für das ATP-Turnier in Stuttgart eine Wildcard, verlor jedoch sein Erstrundenmatch gegen Hugo Armando. Einen Monat später schließlich konnte er bei einem Future-Turnier in München erstmals ein Future-Match gewinnen, und im November 2004 erreichte er in Belgien ein Future-Halbfinale.

### 2005–2006: Erfolge bei Future- und Challenger-Turnieren
Im Januar 2005 stand Rieschick zum ersten Mal in einem Future-Finale, und im August 2005 gewann er seinen ersten Future-Titel. Im Dezember 2005 folgte der zweite Future-Titel, und dadurch der Sprung bis auf Platz 319 der Tennis-Weltrangliste. Im Doppel lief es sogar noch besser: Zusammen mit Andreas Beck konnte er beim ATP-Turnier von Stuttgart bis ins Halbfinale einziehen, und mit Frank Moser gewann er im November 2005 in Sunderland erstmals ein Challenger-Turnier.
Anfang 2006 versuchte Sebastian Rieschick bei den Australian Open erstmals, sich für ein Grand-Slam-Turnier zu qualifizieren. Er schied jedoch schon in der ersten Qualifikationsrunde gegen Michael Berrer aus. Bei seinem zweiten ATP-Match im Juli 2006 in Stuttgart (erneut mit einer Wildcard) konnte Sebastian Rieschick gegen Nicolás Lapentti zwar den ersten Satz gewinnen, verlor das Match jedoch noch in drei Sätzen. Auf Future-Ebene erreichte er in diesem Jahr ein Finale, und beim Challenger-Turnier in Kawana stand er erstmals in einem Challenger-Halbfinale. Dabei besiegte er mit Danai Udomchoke erstmals einen Spieler aus den Top 100. Im Doppel erreichte Rieschick in diesem Jahr zwei Challenger-Finals, die er jedoch beide verlor.

### 2007–2010: Rückschläge und Comeback
Nachdem er sich 2006 noch in den Top 400 der Weltrangliste hatte halten können, fiel Sebastian Rieschick 2007 bis auf Platz 646 zurück. Der größte Erfolg aus diesem Jahr war eine Future-Halbfinalteilnahme; dem gegenüber standen insgesamt acht Erstrundenniederlagen. 2008 konnte er dann wieder insgesamt vier Future-Finals erreichen, von denen er eines gewann. Dadurch kämpfte er sich in die Top 400 der Weltrangliste zurück. 2009 spielte Sebastian Rieschick größtenteils Challenger-Turniere, kam jedoch nie über die zweite Runde hinaus. Hervorzuheben ist dabei sein Sieg über den Top-100-Spieler Bobby Reynolds im Mai 2009 in Ramat haScharon. Im Doppel konnte er im April und Mai 2009 vier Future-Turniere hintereinander gewinnen.
Das Jahr 2010 begann ohne größere Erfolge, so dass Sebastian Rieschick im August 2010 bis auf Platz 513 der Weltrangliste zurückgefallen war. Dann jedoch startete er in Thailand seine bislang erfolgreichste Serie: Zunächst gewann er zwei Future-Turniere nacheinander und erreichte dann beim Challenger-Turnier in Bangkok als Qualifikant das Halbfinale. Erst dort konnte er nach 16 Siegen in Folge in einem knappen Dreisatzmatch von Konstantin Krawtschuk gestoppt werden. Beim zweiten Challenger-Turnier in Bangkok eine Woche später erreichte er als Qualifikant erneut das Viertelfinale, wo er gegen den späteren Sieger Grigor Dimitrow verlor. In der Weltrangliste verbesserte er sich innerhalb weniger Wochen um fast 200 Plätze. Doch die Erfolgsserie ging noch weiter: Zwar scheiterte er beim ATP-Turnier von Bangkok in der Qualifikation, doch im Oktober 2010 folgte in Kuwait ein weiterer Future-Titel. Zum Jahresabschluss gewann Rieschick in Australien und Neuseeland seine Future-Titel Nummer 4 und 5 in diesem Jahr und beendete das Jahr 2010 auf seiner bislang besten Platzierung 238. Sein Ziel für das nächste Jahr 2011 war es daraufhin, den Sprung in die Top 100 zu schaffen.

### 2011: Kurzzeitiger Einstieg in die Top 200
Anfang 2011 stand Sebastian Rieschick bei den Australian Open zum zweiten Mal in der Qualifikation für ein Grand-Slam-Turnier. In der ersten Qualifikationsrunde führte er gegen den Lokalmatador John Millman bereits mit 6:3, 5:3, als die Partie wegen Regen unterbrochen werden musste. Nach der Regenpause fand Rieschick nicht ins Spiel zurück und verlor das Match noch in drei Sätzen. In den folgenden Monaten erreichte Rieschick mehrere Challenger-Viertelfinals. Bei der Qualifikation zu den French Open im Mai 2011 schied er in der zweiten Runde in einem umkämpften Dreisatzmatch gegen Alejandro Falla aus, der sich daraufhin fürs Hauptfeld qualifizierte und bis ins Achtelfinale einzog. Auch bei der Wimbledon-Qualifikation unterlag Sebastian Rieschick mit Bernard Tomic einem späteren Qualifikanten, der sogar das Viertelfinale erreichte. Dennoch wurde Rieschick Anfang Juli 2011 erstmals für einige Wochen in den Top 200 der Weltrangliste geführt. Nachdem er auch bei den US Open die Qualifikation verpasst hatte, konnte er sich im Oktober 2011 für das ATP-Turnier von Stockholm qualifizieren. Gegen den mit einer Wildcard gestarteten Michael Ryderstedt gelang ihm dort sein erster Matchgewinn auf ATP-Ebene, bevor er in der zweiten Runde gegen Tobias Kamke ausschied. Zum Jahresabschluss erreichte Sebastian Rieschick in Toyota nach einem knappen Viertelfinalsieg über Gō Soeda zum ersten Mal in seiner Karriere das Finale eines Challenger-Turniers. Dort verlor er jedoch in zwei Sätzen gegen den Titelverteidiger Tatsuma Itō.
In der 2. Bundesliga trat Rieschick 2007 für den ETuF Essen, 2008 für den TEC Waldau, 2011 für den TC Radolfzell und 2012 sowie 2013 für den Gladbacher HTC an.
Rieschick bestritt im März 2012 sein letztes Profimatch auf der Tour und wurde zuletzt im Februar 2013 in den Weltranglisten geführt.

## Erfolge
| Legende (Anzahl der Siege)  |
| Grand Slam                  |
| ATP World Tour Finals       |
| ATP World Tour Masters 1000 |
| ATP World Tour 500          |
| ATP World Tour 250          |
| ATP Challenger Tour (1)     |

### Doppel

#### Turniersiege
| Nr. | Datum             | Turnier    | Belag         | Partner     | Finalgegner                        | Ergebnis       |
| --- | ----------------- | ---------- | ------------- | ----------- | ---------------------------------- | -------------- |
| 1.  | 27. November 2005 | Sunderland | Hartplatz (i) | Frank Moser | Christopher Kas Philipp Petzschner | 6:4, 6:73, 6:4 |